# Wilhelm Tauscher
Karl Franz Wilhelm Tauscher (* 31. Mai 1913 in Tettnang; † unbekannt) war ein deutscher Landrat.

## Leben
Tauscher, Sohn eines Gastwirts und katholischer Konfession, studierte von 1933 bis 1938 Rechtswissenschaften in Tübingen. Während des Studiums war er Mitglied der katholischen Studentenverbindung AV Guestfalia Tübingen im CV. Er legte 1938 die erste und 1948 die zweite juristische Staatsprüfung ab. 1942 wurde er in Tübingen zum Dr. iur. promoviert.
Nachdem er von 1938 bis 1939 als Referendar tätig war, leistete er von 1938 bis 1945 Kriegsdienst. Er trat 1948 in die Innenverwaltung ein. Von 1949 bis 1952 war er Regierungsrat bei den Landratsämtern Ravensburg und Biberach. Danach war er von 1952 bis 1953 beim Innenministerium bzw. beim Regierungspräsidium Südwürttemberg-Hohenzollern und von 1953 bis 1954 beim Innenministerium Baden-Württemberg tätig. Ab 1954 war er beim Landratsamt Ehingen tätig zunächst als stellvertretender Landrat und als Landrat von 1955 bis zur Auflösung des Landkreises 1972. 1973 wurde er in den einstweiligen Ruhestand versetzt.

## Auszeichnungen
- Bundesverdienstkreuz